# 下戈爾斯基
45°26′37″N 34°44′26″E / 45.44361°N 34.74056°E
下希尔斯基（羅馬化：Nyzhniohirskyi），又按俄语名译为下戈爾斯基，是乌克兰克里米亚自治共和国比洛希尔斯克区的镇。目前被俄羅斯軍事佔領，俄方將此定居點劃為克里米亞共和國下戈爾斯基區的市级镇及该区的行政中心。距離自治共和國首府辛菲羅波爾超過91公里，始建於17世紀，海拔高度22米，2013年該定居點人口9,460人。

## 外部連結

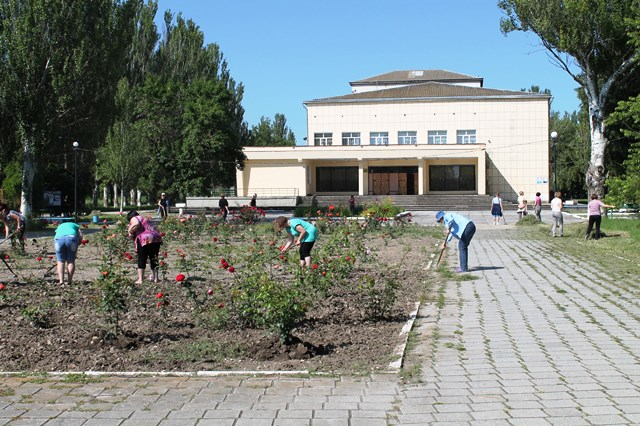
文化宫

- Прогноз погоди в смт. Нижньогірський （页面存档备份，存于）
- стаття Нижньогірський — Інформаційно-пізнавальний портал | Кримська область у складі УРСР （页面存档备份，存于）